# Joseph Chérade de Montbron
Pour les autres membres de la famille, voir Famille de Chérade de Montbron.
Joseph de Chérade, comte de Montbron, né le 24 juillet 1768 au château d'Horte à Grassac (Charente) et mort le 2 octobre 1854 au château de Montagrier à Saint-Bonnet-de-Bellac (Haute-Vienne), est un homme politique et écrivain français.

## Biographie
Petit-fils d'Étienne Chérade, il est le fils du comte Adrien-Alexandre-Étienne de Chérade de Montbron, mort en émigration, et Elisabeth Le Musnier.
Élève de l'École royale militaire, il obtient une commission dans les chevau-légers de la garde en 1783.
Il quitte bientôt la Maison du Roi pour servir dans l'artillerie, émigre en 1791, et rejoint l'armée de Condé.
Il participe à l'expédition de Quiberon en 1795 en tant qu'officier au régiment de Rohan. Il est fait prisonnier, mais s'évade.
Il est rayé de la liste des émigrés sous le Consulat.
Après le retour des Bourbons, il quitte le service avec le grade de lieutenant-colonel en 1814, et reçoit la croix de Saint-Louis.
En 1815, il est nommé président du collège électoral de Bellac.
Il est élu député de la Haute-Vienne pendant la Restauration, le 14 novembre 1820, puis réélu le 25 février 1824, et enfin le 24 novembre 1827.
Durant ses trois mandats, il vote avec le centre ministériel.
Par ailleurs, il a écrit et publié plusieurs œuvres dont un poème en 1801, le récit de son évasion en 1815, un essai en quatre volumes en 1819, et quelques nouvelles.
Il décède à l'âge de 84 ans, en 1852.

## Œuvres littéraires

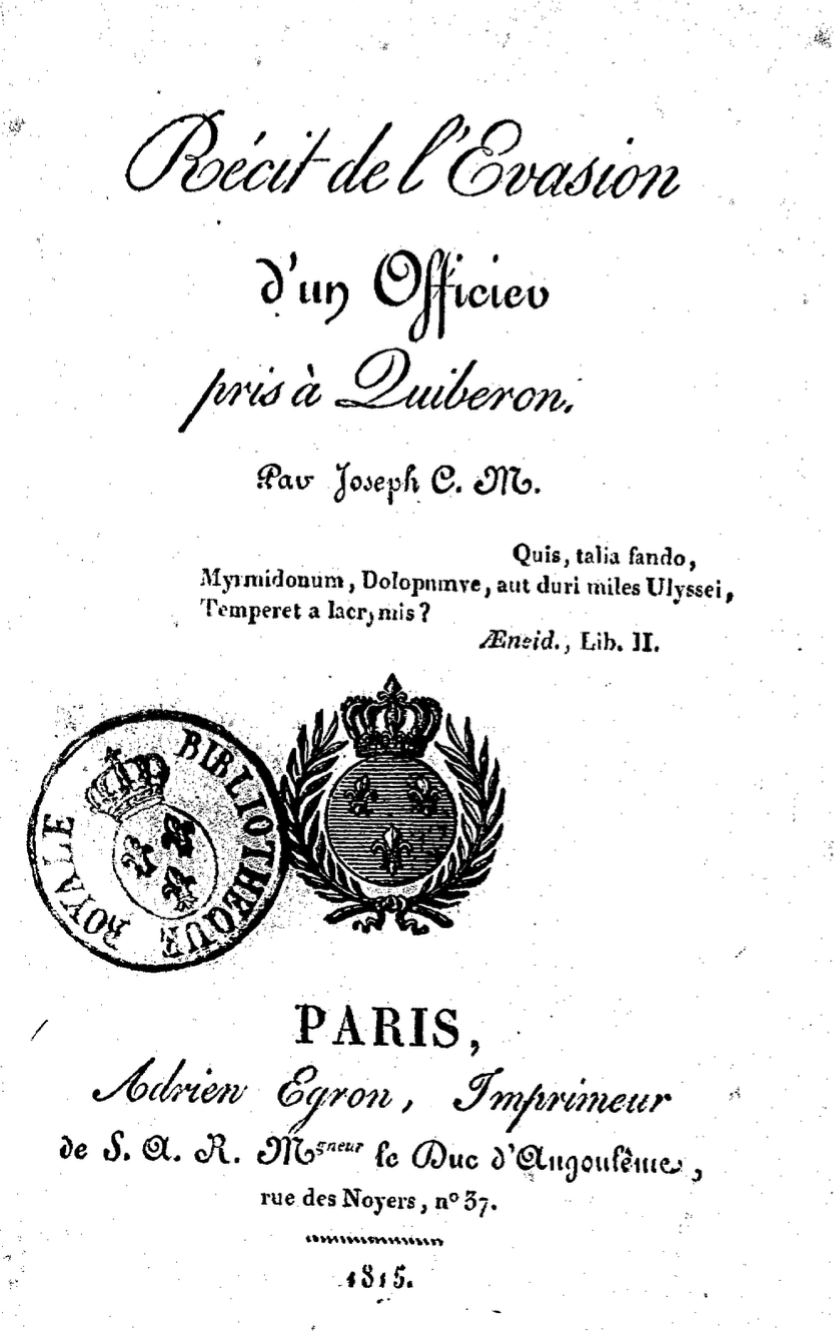
Joseph de Chérade de Montbron, Récit de l'évasion d'un officier pris à Quiberon, Paris, F-M. Maurice, 1825

• Récit de l'évasion d'un officier pris à Quiberon, Paris, F-M. Maurice, 1825
• Essais sur la littérature des Hébreux. Rachel, le meurtrier, les noces funèbres, Néhémie, narrations imitées de l'hébreu, précédées d'une introduction et du voyage de Benjamin de Tudèle à l'oasis lointaine, suivies... de dissertations qui peuvent servir à l'intelligence de la Bible, Paris, L. Janet, 1819
• Six nouvelles, Paris, Gide, 1816

## Sources
- « Joseph Chérade de Montbron », dans Adolphe Robert et Gaston Cougny, Dictionnaire des parlementaires français, Edgar Bourloton, 1889-1891 [détail de l’édition]